# Etappekoers
Een etappekoers is een meerdaagse ronde die gehouden wordt in het wegwielrennen.
De bekendste van deze etappekoersen zijn de 3 grote rondes; Ronde van Frankrijk, Ronde van Italië, Ronde van Spanje. Deze grote rondes zijn 21 etappes lang en bestaan uit een mix van sprintritten, bergritten, heuvelritten en tijdritten. De renner die na 21 koersen dagen eerste is wint het algemeen klassement en dus ook de ronde. Daarnaast zijn er ook nevenklassementen zoals de puntentrui voor de beste sprinter, de bolletjestrui voor de beste klimmer en de jongerentrui voor de beste jongere.
Doorheen het seizoen zijn er ook etappekoersen van een week of 5 dagen (Kleine ronden). Voorbeelden hiervan zijn onder meer Parijs-Nice, Tirreno-Adriatico, Critérium du Dauphiné en de Ronde van Zwitserland.